# Лофицкий
Лофицкий — упразднённый хутор в Кочубеевском районе Ставропольского края России. На момент упразднения входил в состав Стародворцовского сельсовета. Исключен из учётных данных в 1995 году.

## География
Хутор располагался в вершине балки Глубокая, в 3 км, по прямой, к северо-востоку от хутора Стародворцовский.

## История
В 1925 году хутор Лохвицкий состоял из 38 хозяйств. В административном отношении входил в состав Дворцовского сельсовета Курсавского района Ставропольского округа Северо-Кавказского края.
Постановление Главы администрации Ставропольского края от 27.09.1995 г. № 526 хутор исключен из учётных данных.

## Население
По данным на 1925 год на хуторе проживало 187 человек, в том числе 95 мужчин и 92 женщины.